# Dust Mobile
 (novembre 2022).
Dust Mobile était un opérateur de réseau mobile virtuel français spécialisé dans la sécurisation des communications.
Le 7 août 2024 l'entreprise est mise en liquidation judicaire 
Le 13 mai 2025, l'entreprise est en dépôt de bilan 

## Fonctionnement
L'entreprise développait des cartes SIM portant des fonctions de sécurité, compatible avec n'importe quel téléphone mobile ou équipement grand public. Ces puces étaient co-développées avec Thales. L'objectif était de sécuriser tous les transferts du périphérique, entrants et sortants. La société était un opérateur de réseau mobile virtuel, qui reposait sur des partenariats avec des opérateurs locaux, afin d'accéder aux réseaux cellulaires et de connecter ses clients au cœur de réseau de l'entreprise.
Les équipes de recherche et développement de l'entreprise étaient installées sur la base aérienne 105, au sein de l'incubateur de start-ups Smart'up. L'entreprise annonce le 17 novembre 2022 avoir levé 12 millions d’euros, auprès de différents fonds d'investissement, parmi lesquels le Fonds innovation défense du Ministère des armées et Omnes Capital.
Les clients de l'entreprise étaient pour moitié des entreprises et pour moitié des acteurs étatiques (armées, ministères…), dont 50 % étaient situés en Europe et 30 % en Amérique du Nord.